# Edwin Powell Hubble
Edwin Powell Hubble, ameriški astronom, astrofizik, kozmolog, pravnik in častnik, * 20. oktober 1889, Marshfield, Misuri, ZDA, † 20. september 1953, San Marino, Kalifornija, ZDA.

## Življenje in delo
Hubble je končal študij prava na Univerzi v Chicagu in se šele nato odločil za astronomijo. Leta 1914 se je kot pomočnik pridružil osebju na Observatoriju Yerkes v Williams Bayu v Wisconsinu. Bil je v odlični fizični kondiciji, saj je bil celo ljubiteljski boksar. Leta 1917 je prostovoljno vstopil v Kopensko vojsko ZDA. Kasneje je delal na Observatoriju Mt. Wilson, kjer je ostal do svoje smrti. Službovanje je prekinil le med drugo svetovno vojno, ko je služil v ameriški vojski kot strokovnjak za balistiko.
Njegova največja zasluga je dokaz, da so zvezdne meglice, vključno s spiralnimi, samostojne galaksije. Uporabljal je 100 palčni (2540 mm) Hookerjev zrcalni daljnogled na Observatoriju Mt. Wilson. Ta optični daljnogled mu je omogočil, da je lahko opazoval kratkoperiodične spremenljivke v Andromedini meglici in leta 1923 ugotovil, da se nahajajo predaleč, da bi bile članice naše Galaksije. Razdaljo do Velike Andromedine galaksije je ocenil na 900.000 svetlobnih let in oceno kasneje znižal na 750.000 svetlobnih let. Obe oceni sta prenizki. Danes je ocenjena razdalja 2,2 milijona svetlobnih let, a začetni korak je naredil. Tako je leta 1929 prvi videl, da so galaksije skupki zvezd, ki so oddaljene preko milijon svetlobnih let.
Hubble je razvrstil galaksije v razrede glede na njihovo obliko (glej Hubblova razvrstitev galaksij). Prav tako je ugotovil povezavo med hitrostjo, s katero se odmikajo od nas, in njihovo oddaljenostjo. To njegovo odkritje, da se bolj oddaljene galaksije hitreje oddaljujejo od nas in, da se vesolje širi, je imelo velik pomen, najbolj pa za fizikalno kozmologijo. Pri teh raziskavah se mu je pridružil Humason, katerega sposobnosti je odkril Hale in od takrat dalje je delal s Hubblom. Skupaj sta določila hitrost oddaljevanja galaksij na približno 168 km/s za vsakih milijon svetlobnih let oddaljenosti. To spoznanje je izrazil v Hubblovem zakonu:
{\displaystyle v=H_{0}r\!\,,}
kjer je {\displaystyle H_{0}} Hubblova konstanta. Hubble je bil dejaven vse do svoje smrti in je danes priznan kot eden največjih ameriških astronomov sodobnega časa. Ob njegovi smrti je Nicholas Mayall zapisal: »Hubblovo delo se lahko primerja s tem, kar sta za astronomijo naredila William Herschel in Galileo.«
30. avgusta 1935 je Hubble odkril asteroid 1373 Cincinnati.

## Priznanja

### Nagrade
Tihomorsko astronomsko društvo mu je leta 1938 podelilo medaljo Bruceove, Kraljeva astronomska družba (RAS) pa mu je leta 1940 podelila zlato medaljo.

### Poimenovanja
2400 mm vesoljski daljnogled (HST) na tiru okrog Zemlje nosi njegovo ime, udarni krater Hubble na Luni in asteroid glavnega asteroidnega pasu 2069 Hubble.